# Movileni (Galați)
Movileni es una comuna ubicada en el distrito de Galați, Rumania.

## Superficie
Posee una superficie de 40,05 kilómetros cuadrados.

## Demografía
Hasta 2021 la población era de 3090 habitantes, con una densidad de población de 77,15 habitantes por kilómetro cuadrado.